# Museo del Baile Flamenco
Het Museo del Baile Flamenco (MBF) is gevestigd in het centrum van Sevilla en bevindt zich op loopafstand van de Kathedraal van Sevilla. Alles in het museum staat in het teken van de meest populaire dans van Andalusië, namelijk de flamenco. Het Museo del Baile Flamenco is het eerste en het enige museum in de wereld dat zich bezighoudt met flamenco en heeft zich exclusief daarop gericht.

## Oorsprong
Het museum is in 2006 opgericht door Cristina Hoyos, een wereldberoemde Flamenco-danseres. Daarnaast is ze ook choreografe van flamencoshows en actrice. Cristina Hoyos is een zeer gerespecteerd persoon in de wereld van de flamenco. Het museum is opgericht voor diegenen die het cultureel erfgoed van Andalusië willen ontdekken.

## Museum
Het is een interactief museum met vele high-tech schermen. Met behulp van deze schermen, geeft het museum informatie aan de bezoekers over de historie van de flamenco, de ontwikkeling van straatdans naar kunst en de verschillende dansstijlen en technieken van de flamenco.
Het museum is gevestigd in een 17de-eeuws Sevilliaans paleis, bestaande uit 4 verdiepingen. Iedere verdieping heeft zijn eigen functie en thema. In het museum worden rondleidingen gegeven met behulp van gidsen. Deze rondleidingen worden voornamelijk gegeven in het Spaans, Frans, Engels en Duits. Ook is het mogelijk om het museum zelf te ontdekken aan de hand van een gids die u bekomt aan de ingang.
In de eerste verdieping bevindt zich het interactief gedeelte, bestaande uit 5 verschillende ruimtes. In de eerste ruimte komt men de verschillende invloeden en oorsprong te weten. Vervolgens in de tweede zaal is er een projectie op verschillende video-schermen van de 7 belangrijkste hedendaagse stijlen (palos). Daarna in de derde zaal waar de geschiedenis en de evolutie van de flamencodans wordt geschetst aan de hand van een interactief gedeelte. In de voorlaatste zaal is er tevens een interactieve tentoonstelling van de kledij en attributen van belangrijke artiesten uit het verleden en het heden. In de laatste zaal "Duende" wordt er een choreografie geprojecteerd, speciaal samengesteld voor het museum door Cristina Hoyos, de stichtster van het museum.
Op deze etalage is ook een expositie van Colita. Zij werd geboren in Barcelona en nam gedurende 40 jaar allerlei foto's van bekende artiesten, waaronder Antonio Gades, Faico, Cristina Hoyos, Matilde Coral en Carmen Amaya. Deze tentoonstelling noemt "40 jaar door de ogen van Colita".
Op de 2e verdieping bevindt zich een expositie van Miguel Alcalá. Miguel werd geboren in 1940 en werd op zijn twintigste verliefd op Andalusië. Zo maakte hij speciaal voor het museum pentekeningen van verschillende hedendaagse flamenco-artiesten maar ook artiesten uit het verleden.
In de 18de-eeuwse kelder hangen verschillende kunstwerken van Vicente Escudero. Zijn kunstwerken laten de invloeden van flamenco zien op het gebied van kunst, zoals schilderijen. Vicente Escudero heeft een groot deel van zijn carrière besteed aan het maken van surrealistische werken die invloeden van flamenco bevatten.
Het museum beschikt ook over een winkel. In deze winkel zijn typische flamenco-artikelen verkrijgbaar. Het assortiment bestaat o.a. uit boeken, cd´s, dvd´s en kleding.

## Activiteiten
Het museum biedt ook andere activiteiten aan, namelijk flamenco-voorstellingen en flamenco-danslessen. De shows worden opgevoerd door professionele flamenco-artiesten, namelijk een danser, een danseres, een zanger en een gitarist. De show bestaat uit verschillende onderdelen, zoals zang, muziek en verschillende dansstijlen.
Ook is het mogelijk om het museum in groepen te bezoeken en de shows zijn voor jong en oud.
In het gebouw zijn verschillende ruimtes aanwezig waar men terechtkan voor het houden van bijeenkomsten. Men kan er bijvoorbeeld terecht voor bedrijfsbijeenkomsten, recepties, presentaties en familieaangelegenheden. Ook is er een speciale ruimte voor het houden van (werk)vergaderingen en seminars.

## Overige informatie
Het museum is geopend op maandag tot en met zondag van 09.00 uur tot 19.00 uur. Flamenco-shows worden gegeven op maandag tot en met donderdag om 19.00 uur. Op vrijdag en zaterdag om 19.30 uur.